# Яунсудрабиньш, Янис
Янис Яунсудрабиньш (латыш. Jānis Jaunsudrabiņš, 25 августа 1877 — 28 августа 1962) — латышский писатель, поэт, драматург и художник.

## Биография
Родился 25 августа 1877 года на хуторе Кродзини Фридрихштадтского уезда в семье батрака.
Окончил Вецсатскую школу земледелия (1897) и художественное училище В. Блюма (1904). Учился в студии Я. Розенталя (1899—1904), в Мюнхенской художественной студии (1905) и в Берлинской художественной студии Л. Коринта (1908—1909).
Работал скотоводом, писарем, кладовщиком и управляющим в усадьбах Лаукмуйжа и Смукас (1895—1899). Печататься начал с 1896 года. На первом этапе своего творчества был близок к символистам.
Во время Первой мировой войны эвакуировался на Северный Кавказ, жил и работал в Баку и Пятигорске. Беженскому комитету Пятигорска, проводившему благотворительные лотереи в пользу нуждающихся беженцев, подарил несколько картин.
Был одним из основателей и первым председателем Объединения независимых художников (1919), одним из первых теоретиков латвийской художественной критики. Регулярно принимал участие в выставках латвийских художников, имел две персональные выставки в Риге в 1921 и 1927 годах.
Сотрудничал с такими изданиями как «Латвияс вестнесис», «Яунакас зиняс» и «Илустретс журналс». Публиковал там свои новые произведения и рецензии на работы своих коллег.
Был награждён Орденом Трёх звёзд (1927).
В 1944 году эмигрировал в Германию. С 1948 года жил в семье своей дочери. Переводил на латышский язык произведения Кнута Гамсуна, Бернхарда Келлермана, Ги де Мопассана, Шарля де Костера.
Умер 28 августа 1962 года в Кёрбеке. В память о писателе был образован литературный фонд, который присуждает премии за особые успехи авторам, пишущим прозу на латышском языке. В 1967 году на хуторе Риекстини в Неретской волости был открыт мемориальный музей Яниса Яунсудрабиньша.

## Фильмография

### Экранизации
- Эхо — по мотивам трилогии о Айе. Режиссёр Варис Круминьш. Рижская киностудия, СССР, 1959
- Мальчуган — по мотивам Белой книги. Режиссёр Айварс Фрейманис. Рижская киностудия, СССР, 1977
- Айя — по мотивам трилогии о Айе. Режиссёр Варис Брасла. Рижская киностудия по заказу Гостелерадио СССР, 1987